# Ramiro de León
Ramiro Eduardo de León Ibarra (Montevideo, 18 marzo 1938 – 11 agosto 2007) è stato un cestista e allenatore di pallacanestro uruguaiano.

## Carriera
Con l'Uruguay ha disputato i Giochi olimpici di Tokyo 1964 e tre edizioni dei Campionati mondiali (1963, 1967, 1970).